# Brug 719
Brug 719 is een kunstwerk in Amsterdam Nieuw-West.
Brug 719 is gelegen in de Cornelis Lelylaan. Ze overspant het Christoffel Plantijnpad en de parallel daaraan lopende Christoffel Plantijngracht. Het bouwwerk is ontworpen door de Dienst der Publieke Werken waar toen esthetisch architect Dirk Sterenberg werkzaam was. 
Zijn collega Dick Slebos ontwierp een aantal voet- en fietsbruggen in genoemd pad, maar het grootste bouwwerk over dat pad was dus van Sterenberg. Het werk van hem is te herkennen aan de kelkvormige pijlers, die ook te zien zijn in het gemeentelijk monument Brug 705, ook een viaduct. De pijlers bij brug 719 staan in tegenstelling tot die van brug 705 ook voor een deel in het water. Een andere gelijkenis met dat viaduct is terug te vinden in de strakke rechthoekige indeling in de leuningen. Een bijzonderheid bij brug 719 is dat aan alle vier de koppen van de brug wenteltrappen zijn geplaatst. Het gehele bouwwerk is opgeleverd in de standaardkleuren van destijds, wit en blauw.
De Cornelis Lelylaan met al haar bouwwerken werd op 14 juli 1962 geopend door mevrouw Dirkje van ’t Hull, vrouw van wethouder Goos van ’t Hull.

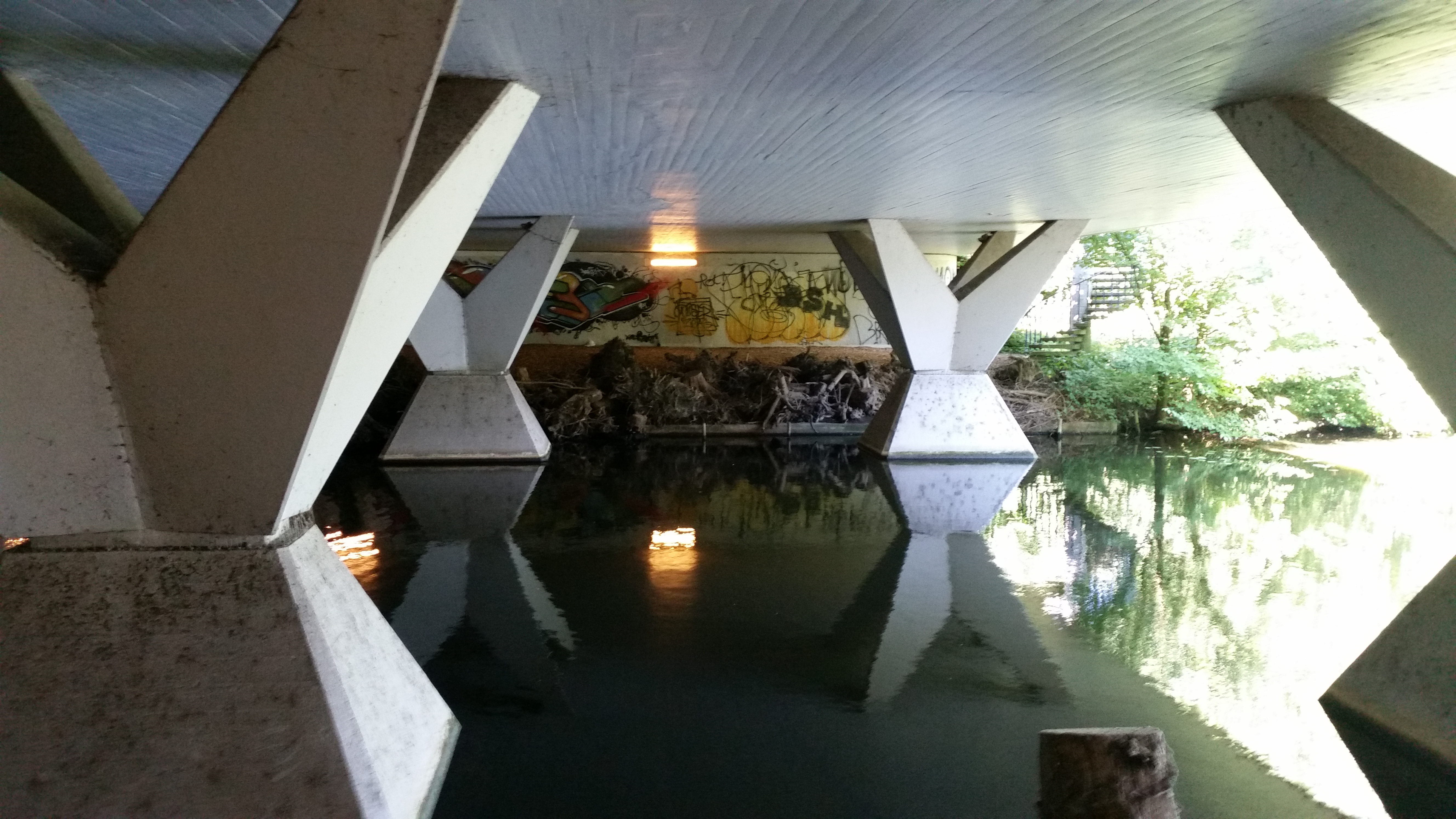
Brugpijlers (juni 2018)

<<< · 700 · 701 · 702 · 703 · 704 · 705 · 706 · 707 · 708 · 709 · 710 · 711 · 712 · 713 · 714 · 715 · 716 · 717 · 718 · 719 · 720 · 721 · 722 · 725 · 726 · 729 · 730-738 · 739 · 740 · 741 · 742 · 743 · 744 · 745 · 746 · 747 · 748 · 749 · 751 · 752 · 753 · 754 · 755 · 756 · 757 · 758 · 759 · 760 · 761 · 762 · 763 · 764 · 765 · 766 · 767 · 768 · 769 · 770 · 771 · 772 · 773 · 775 · 776 · 777 · 778 · 779 · 780 · 781 · 782 · 783 · 784 · 786 · 787 · 788 · 789 · 790 · 791 · 792 · 793 · 794 · 795 · 797 · >>>
Brugnummers  723, 724, 727, 728, 750, 774, 785, 796 (niet gerealiseerde brug over de Slotervaart), 798 en 799 zijn niet vergeven.